# William Lindsay
Pour les articles homonymes, voir Lindsay.
William Lindsay, né le 3 août 1847 à Benares en Inde britannique et mort le 15 février 1923 à Rochester dans le Kent, est un footballeur anglais.

## Biographie
William Lindsay naît à Benares en Inde britannique. Il est le fils du major William Lindsay du 10e régiment d'infanterie. Son père et la plus grande partie de sa famille sont tués pendant la rébellion indienne de 1857 lors du siège de Cawnpore.
En 1858 il est admis au Winchester College où il est un des trois orphelins de la révolte indienne. Il reste au College jusqu'en 1865. Il fait preuve d'une forte habileté dans tous les sports. Il joue dans l'équipe de cricket entre 1862 et 1865 et dans l'équipe de football. En 1860 il remporte de concours de saut en longueur et est deuxième sur 100 yards. En 1863 il gagne à la fois le saut en hauteur et le saut en longueur. En 1864 il s'illustre en saut à la perche et à la course en sac.
Au sortir du collège, Lindsay intègre l'équipe des Old Wykehamists avant de rejoindre le Wanderers Football Club en 1875 à l'âge de 28 ans.
William Lindsay remporte à trois reprises la Coupe d'Angleterre en 1876, 1877 et 1878 et il est sélectionné une fois en équipe d'Angleterre. Il joue aussi au cricket au plus haut niveau au sein du Surrey County Cricket Club entre 1876 et 1882.

## Palmarès
- Wanderers FC
  - Vainqueur de la Coupe d'Angleterre en 1876, 1877 et 1878